# One Song From Two Hearts (可苦可樂專輯)
《One Song From Two Hearts》，是日本樂團可苦可樂的第8張錄音室專輯。2013年12月18日發行。

## 簡介
前作《CALLING》約4年零4個月之後發行。
收錄了於第二張精選輯ALL SINGLES BEST 2收錄的《流星》、《Blue Bird》和《讓太陽永遠照耀著這個世界。》三首單曲，和以數位音樂發售的《蜜蜂》等，共七首單曲 (算上其後以單曲發售的《正在盛開的花兒啊》共八首)。單曲《一首來自兩顆心的歌/鑽石》的B面曲曲目《未來郵票》是粉絲團限定收錄曲目，這次是錄音版本。
專輯發售首週自《NAMELESS WORLD》以來，第一次銷量低於20萬，但仍然連續七張專輯獲得冠軍。

## 收錄曲目
全編曲：可苦可樂、特記除外　全作詞及作曲：小淵健太郎、特記除外　
1. 一首來自兩顆心的歌（One Song From Two Hearts） 作詞：小淵健太郎 作曲：小淵健太郎、黑田俊介
2. 紙飛機（紙飛行機）
3. 蘋果花（リンゴの花）
小淵對欺凌自殺的問題感到難過，以家人和朋友的觀點所描繪的作品。
4. 鑽石
5. SPLASH
6. 未來郵票（未来切手）
7. 黑白
小淵以失戀來比喻因休養而暫停的音樂活動。
8. 讓太陽永遠照耀著這個世界。（あの太陽が、この世界を照らし続けるように。）
9. GAME
富士電視台電視連續劇《偽裝家族》主題曲
10. 流星
11. Blue Bird
12. LIFE GOES ON 作詞、作曲：黑田俊介
13. 蜜蜂
14. 正在盛開的花兒啊（今、咲き誇る花たちよ）

## 外部連結
- One Song From Two Hearts 初回限定盤（页面存档备份，存于）
- One Song From Two Hearts 通常盤（页面存档备份，存于）